# 御前崎分屯基地
御前崎分屯基地（おまえざきぶんとんきち、JASDF Omaezaki Sub Base）とは、静岡県御前崎市御前崎2825-1に所在し、第22警戒隊が配置されている航空自衛隊入間基地の分屯基地である。分屯基地司令は、第22警戒隊長が兼務。

## 概要

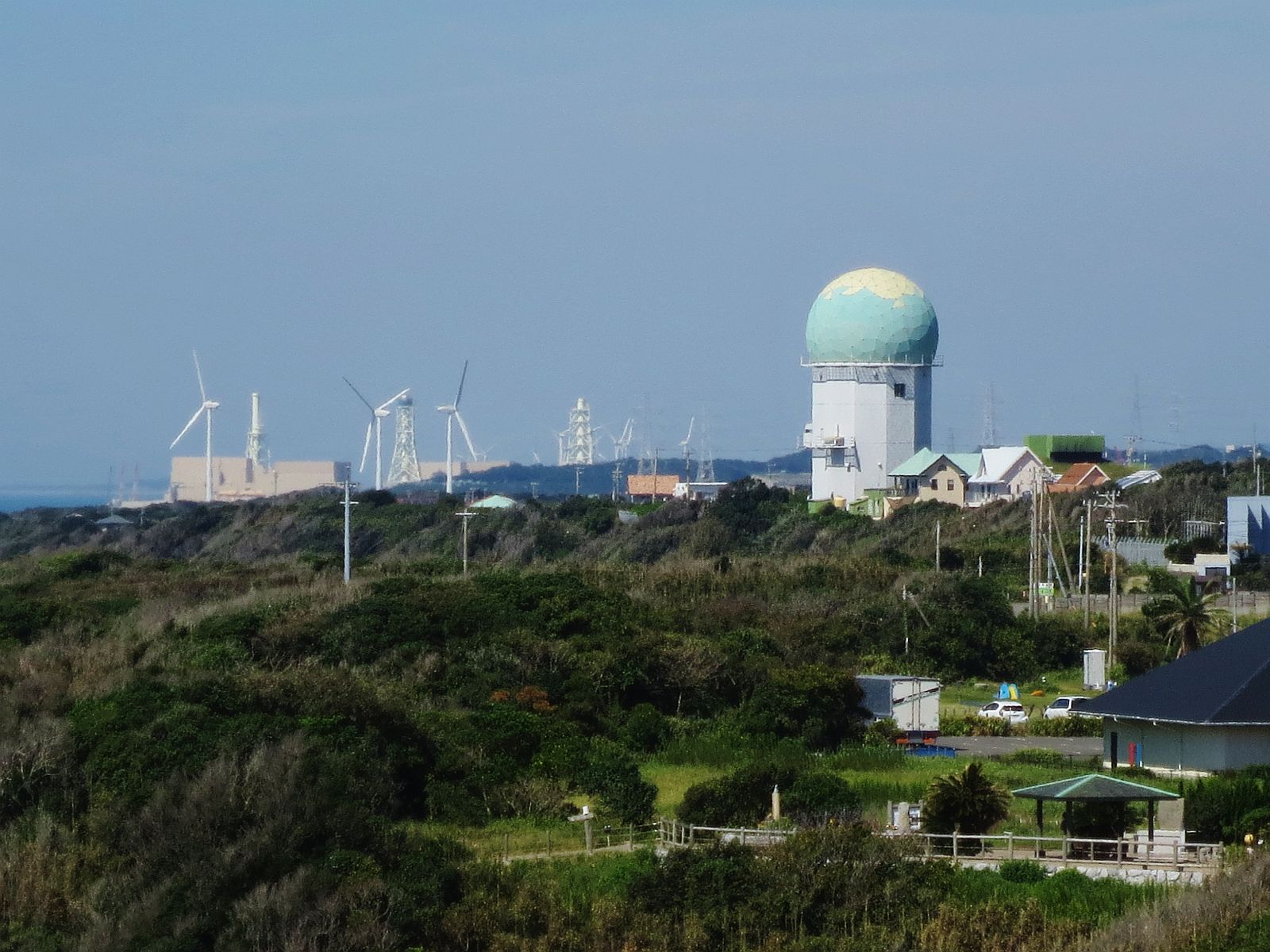
御前埼灯台より望む御前崎分屯基地J/FPS-2レーダー（中央右）。
遠方（中央左）に見える施設は中部電力浜岡原子力発電所および御前崎風力発電所。

1949年にアメリカ軍のレーダーサイトとして建設され、1958年に航空自衛隊へ管理運営が移管された。第22警戒隊が配置され、J/FPS-2レーダーが運用されている。
24時間態勢で太平洋の空域を監視する事を主な任務としている。また、近傍にて火災が発生した際には消防署と連携して消火活動を行う。
基地内にはかつて航空自衛隊が運用していた練習機T-3（11-5539）が展示されている。
また、公式キャラクターが14種類と数多く存在する。

## 配置部隊

### 中部航空方面隊隷下
- （中部航空警戒管制団）
  - 第22警戒隊

## 沿革
- 1941年(昭和16年)：旧日本海軍が御前埼灯台近郊に電波探信儀を有する御前崎特設見張所を開設。
- 1949年(昭和24年)：アメリカ軍レーダーサイト開設。
- 1954年(昭和29年)：航空自衛隊9032部隊として発足。
- 1958年(昭和33年)：米軍から航空自衛隊に移管。航空自衛隊御前崎分屯基地基地開設。
- 1961年(昭和36年)：第22警戒群編成。
- 1983年(昭和58年)：J/FPS-2レーダー配備。
- 2000年(平成12年)：第22警戒隊に改編。

## 公式キャラクター
2023年3月28日、基地のウェブサイト上で14種類の「公式キャラクター」が発表され、SNS上ではその個性的なデザインや設定が話題となった。
SNS担当者によるとこれらは「公式SNSの運用にあたり、当分屯基地の特色を反映させるとともに部隊を活性化させるため、また創作に興味がある隊員の発掘のため」に同年2月～3月上旬にかけて部隊内から募集をしたもので、4月から正式に採用された。当初は1つの案のみを正式採用する予定だったが、キャラクターそれぞれに隊員の思い入れがあり、SNS上での反響も良かったことから、最終的には14キャラクター全員が採用された。
これらのキャラクターは御前崎の名所や名産品、ウミガメ、そして自衛隊の要素を持っている。メインキャラクターの「カメロン」はレドームとウミガメがモチーフであり、担当者が考案した「レドミ」もレドームがモチーフであるという。また、オス猫の獣人キャラ「おまねこ」は御前崎市の観光名所「猫塚」をモチーフにしており、レドームを抱いているバージョンのイラストもある。
特におまねこはその見た目や設定から所謂ケモナーと呼ばれる人々から注目を集め、5月6日には広報活動の一環としてケモノジャンルを取り扱う同人誌即売会「けもケット」にて等身大パネルが設置され大きな話題を呼んだ。同年8月25日にはゲームアプリ『戦国パズル!!あにまる大合戦』にコラボキャラとして登場。同年の防衛省・自衛隊の広報誌MAMOR12月号の表紙に採用された。
なお、二次創作についてのガイドラインが公開されており、その範囲内であれば自由に創作活動を行って良いとしている。